# Palpares adspersus
Palpares adspersus is een insect uit de familie van de mierenleeuwen (Myrmeleontidae), die tot de orde netvleugeligen (Neuroptera) behoort. 
Palpares adspersus is voor het eerst wetenschappelijk beschreven door Navás in 1914.